# Paolo Sardi

Znak kardinála Paolo Sardiho.

Paolo kardinál Sardi (1. září 1934, Ricaldone – 13. července 2019, Řím) byl italský římskokatolický kněz, bývalý vícekomoří Apoštolské Komory, kardinál.
Vystudoval Katolickou univerzitu Nejsvětějšího srdce v Miláně, kněžské svěcení přijal 29. června 1958. Dne 10. prosince 1996 ho papež Jan Pavel II. jmenoval apoštolským nunciem se zvláštním posláním a zároveň titulárním biskupem diecéze Sutrium. Biskupské svěcení přijal 6. ledna 1997.
Dne 23. října 2004 se stal vícekomořím Apoštolské Komory, tuto funkci zastával až do odchodu na odpočinek v lednu 2011. Tehdy ho nahradil arcibiskup Santos Abril y Castelló. 6. června 2009 ho papež Benedikt XVI. jmenoval pro-protektorem řádu Maltézských rytířů (titul protektora rytířských řádů se obvykle pojí s hodností kardinála a proto se církevní hodnostáři, kteří dosud nebyli jmenováni kardinály, nazývají pro-protektor). V této funkci nahradil zesnulého kardinála Pio Laghiho. 
20. října 2010 bylo oznámeno jeho jmenování kardinálem, kardinálské insignie obdržel na konsistoři dne 20. listopadu 2010.
Zemřel 13. července 2019 v Římě.